# La Boudeuse (goélette)
Vida puis La Boudeuse
Pour les articles homonymes, voir Boudeuse.
La Boudeuse est un trois-mâts goélette, à coque en acier, construit en 1916 aux Pays-Bas.

## Histoire
Le trois-mâts goélette, initialement le Vida, fut d'abord un navire de commerce en mer Baltique et en mer du Nord. Il fut ensuite utilisé comme navire-école suédois peu après la Seconde Guerre mondiale. En 2003, il passe sous pavillon français, à l'initiative de l'École de l'Aventure du marin, de Patrice Franceschi. Il est entièrement reconditionné au chantier de Camaret-sur-Mer durant six mois, pour associer navigations hauturières, côtières et fluviales. Ce navire d'exploration a un faible tirant d'eau, lui permettant d'explorer aussi les fleuves, comme l'Amazone. C'est là qu'il a été rebaptisé La Boudeuse en hommage au célèbre explorateur français Louis-Antoine de Bougainville qui a dirigé un voyage d'exploration scientifique entre 1766 et 1769 sur une frégate baptisée la Boudeuse.
En 2017, Patrice Franceschi cède le navire à son ami et associé, l'homme d'affaires Bruno Ledoux, ancien propriétaire du journal Libération.

## Caractéristiques
Se distinguant de la goélette à trois mâts par le gréement de son mât de misaine en voiles carrées, le navire fait 67 mètres de long pour 7 mètres de large ; son tirant d'eau est de 2,7 mètres. Nécessitant un équipage de 15 à 26 marins, il peut atteindre 14 nœuds. La Boudeuse porte, de chaque côté de la proue, une tête de dragon chinois, dont le dessin  est identique à celui figurant sur le précédent navire de Franceschi : une jonque de 30 mètres baptisée également Boudeuse qui coula en Méditerranée en 2001.

## La Boudeuseautour du monde

### Mission «Terre-Océan»
Après un vaste tour du monde consacré à la découverte des « peuples de l'eau », le trois-mâts goélette La Boudeuse fait escale en octobre 2007 au Port autonome de Paris. Le public parisien pouvait visiter le voilier amarré en face de la Bibliothèque François-Mitterrand dans le XIIe arrondissement.
En octobre 2009, La Boudeuse repart pour une nouvelle mission « Terre-Océan », dans le cadre du Grenelle de la mer durant deux années de missions scientifiques (2010-2012) pour servir trois grands thèmes : le développement durable, le dialogue des cultures et la biodiversité.
Les scientifiques attachés au CNRS, au CNES ou au Muséum d'histoire naturelle se relaieront à bord de La Boudeuse. Ils étudieront l'état de la biodiversité, les modifications climatiques, la montée des eaux, la pollution, les problèmes de la pêche, l'évolution des territoires ou encore les effets de la déforestation, en travaillant de concert avec les chercheurs et les universités locales, apportant des moyens techniques et performants bien souvent inexistants sur place. L’objectif fixé est d'approfondir les connaissances de l'existant, d’inventorier les espèces (faune, flore, espèces endémiques...) mais aussi d'examiner les ravages dus à l’activité humaine et au réchauffement climatique.

### Fin de la traversée
La Boudeuse étant lourdement endettée (plus de 400 000 euros) à la suite d'un impayé de l'État français, la somme promise n'ayant jamais été versée, le tour du monde s'est arrêté au 1er juin 2010 à minuit. Pour renflouer les caisses, le trois-mâts est mis en vente en Martinique (base navale de Fort Saint-Louis) pour un montant de 2,5 millions d'euros, mais l'opération est annulée.

### Amarrage à Nantes

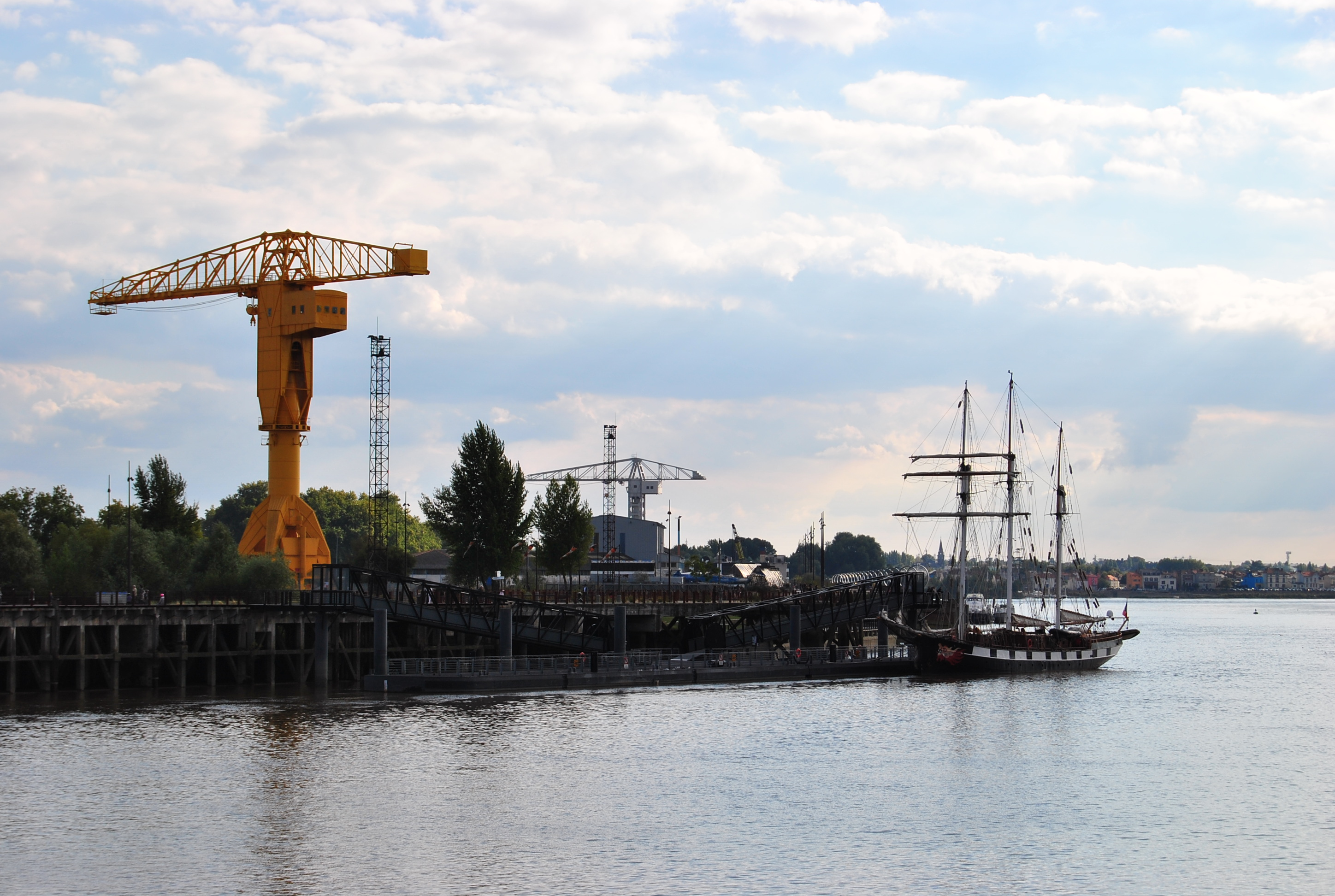
La Boudeuse amarrée à Nantes.

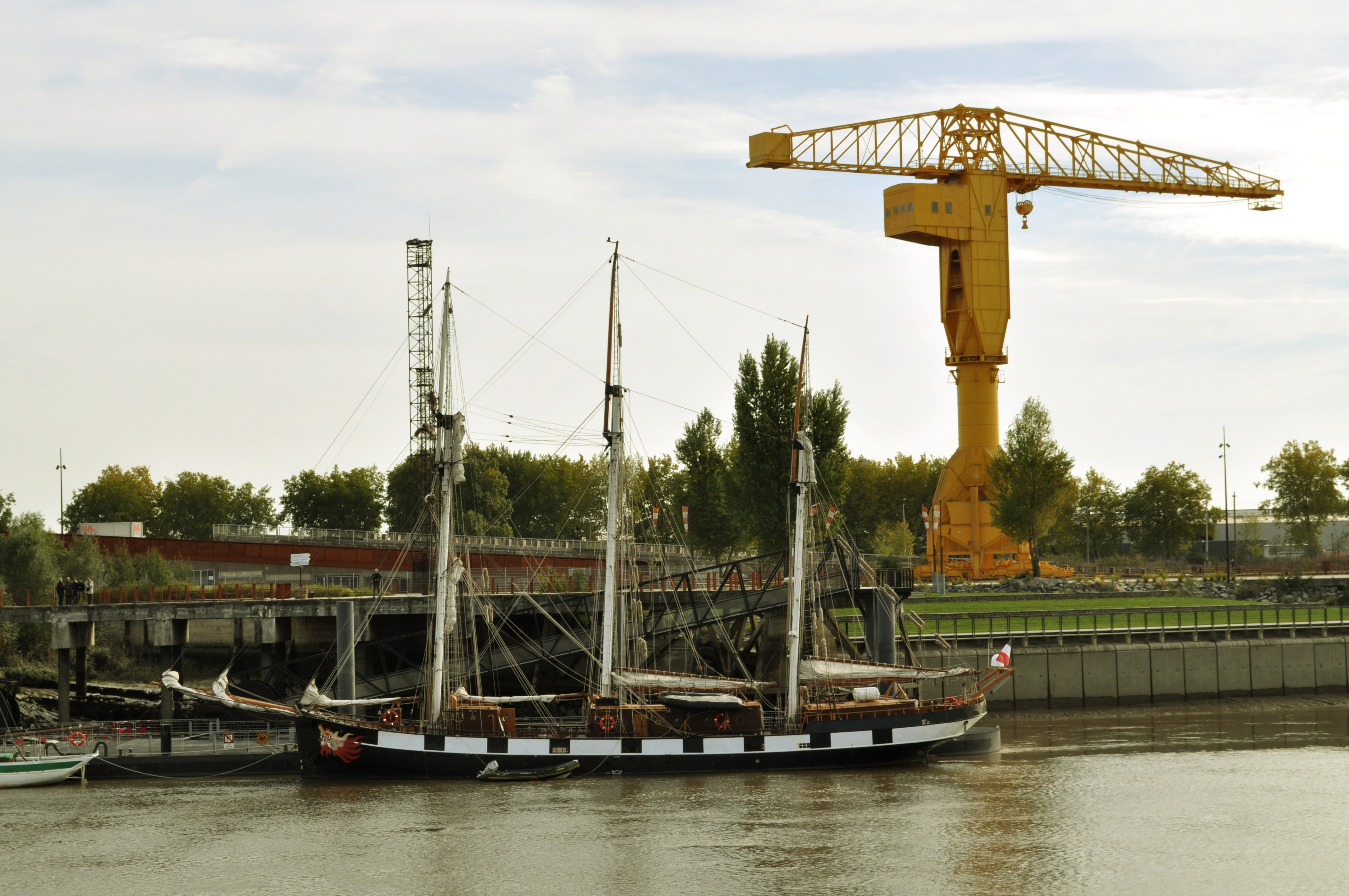
La Boudeuse en octobre 2010.

Le 6 septembre 2010, le trois-mâts s'amarre au ponton de l'île de Nantes où il restera pendant plusieurs mois. Après un retour à Brest en août, le navire doit quitter la cité du Ponant, celle-ci n'ayant plus de place à quai à lui offrir.
Le trois-mâts ayant été très bien accueilli en 2007 à Nantes, c'est donc jusqu'à la cité des Ducs de Bretagne que son capitaine, Patrice Franceschi le conduit pour une durée indéterminée. Le navire y reste amarré jusqu'à ce qu'une solution soit trouvée pour son avenir. Pour le capitaine et son équipage, le but est d'empêcher sa vente et de reprendre la mer avec de nouveaux objectifs.
En attendant, le bateau fait l'objet de visites guidées ouvertes au public sous réservation préalable auprès de l'office de tourisme de Nantes à partir du samedi 23 octobre et pour une durée encore indéterminée, et ce tous les après-midi pendant les vacances, ainsi que les week-ends.
La Boudeuse est saisie par le fisc le 13 décembre 2010 en raison d'un impayé de TVA.

### Renaissance des missions

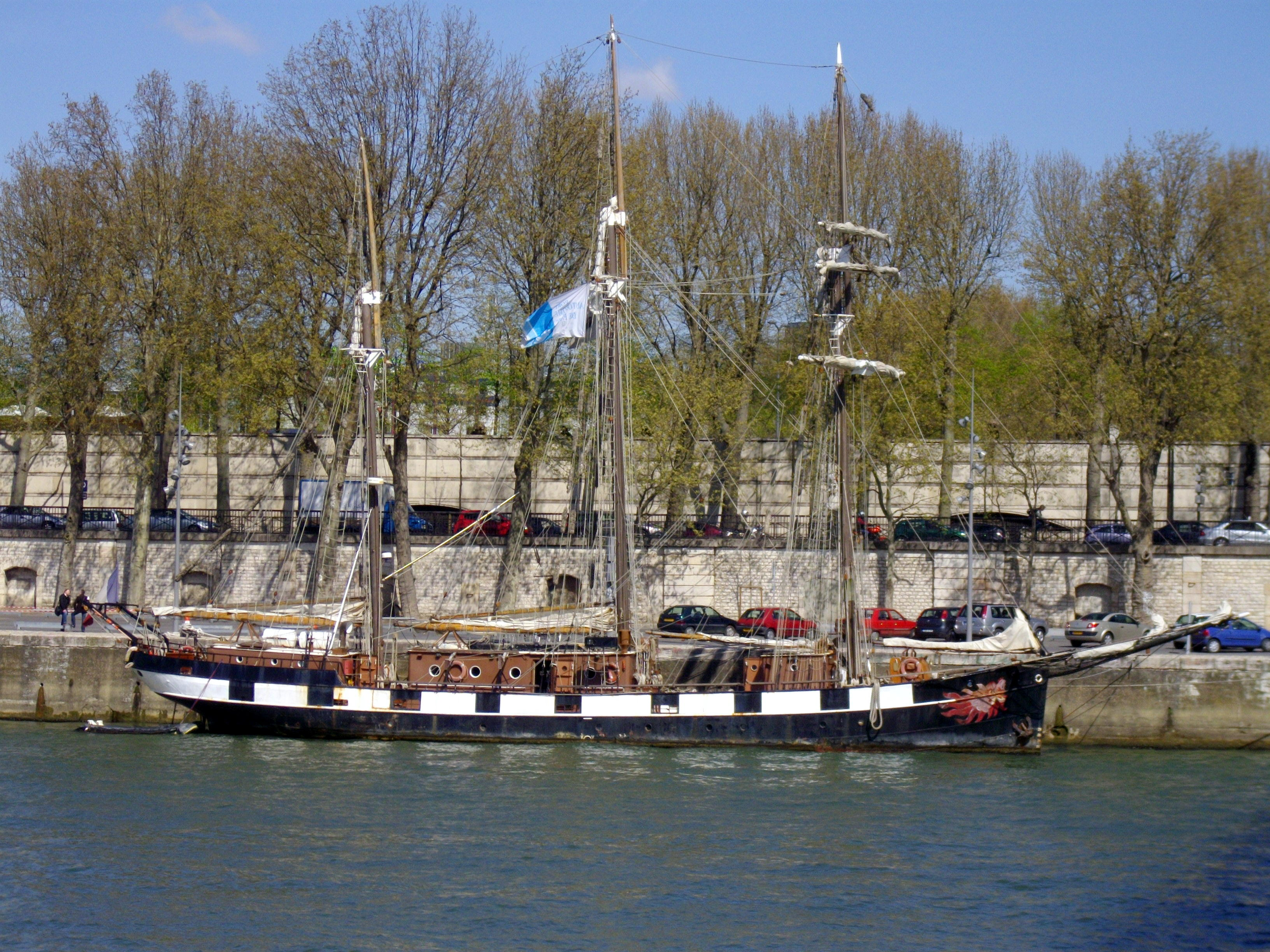
La Boudeuse, Port Autonome de Paris, 8 avril 2009.

L'Association de solidarité internationale (ACTED) reprend le flambeau de ce trois-mâts d'exploration.
La création d’un fonds de dotation commun appelé « Mission Terre-Océan » permet la poursuite des campagnes d’exploration de La Boudeuse. Cette mission se consacre à la recherche sur les grands enjeux environnementaux, climatiques et humains. Aucune expédition ne verra le jour et Patrice Franceschi se dispensera de rembourser à ACTED les sommes engagées dont l'utilité aurait été précieuse pour différentes missions humanitaires, notamment en Syrie, en Jordanie ou au Liban.
En 2014, l'homme d'affaires Bruno Ledoux, investit dans La Boudeuse dont il devient copropriétaire à hauteur de 50 % pour effacer les dernières dettes et relancer au côté de Patrice Franceschi les missions d'aventures et d'exploration. Le navire fait l'objet de travaux de rénovation et se tient prêt pour de nouvelles missions sur les enjeux écologiques et humanitaires.
Un ouvrage est publié par les éditions La Martinière sous la direction de Patrice Franceschi pour retracer l'histoire de La Boudeuse depuis 2003 et ses nombreuses aventures autour du monde.
En septembre 2015, La Boudeuse est mobilisée pour la Conférence de Paris de 2015 sur le climat (COP21). Différents événements se tiennent à bord : l’École de l'Aventure, le Comité 21, son Projet Solutions COP21, et Convergences Méditerranée. Ces animations rassemblent les acteurs du changement et porteurs de solutions durables. La Boudeuse sert également d'espace de réflexion et d'échanges dédiés au Zéro exclusion, Zéro carbone, Zéro pauvreté, avec des rencontres, des débats, des ateliers, des conférences, etc.
Le trois-mâts goélette arrive à Paris le 9 septembre 2015 et fait escale pour quatre mois au Port du Gros-Caillou où des visites gratuites du navire sont proposées au public.
En 2017, Patrice Franceschi cède sa participation de 50% à Bruno Ledoux et décide de relancer avec ce dernier, une grande expédition autour du monde visant à mobiliser in situ la jeunesse de France autour des grands projets environnementaux.

### Planète 2018-La Grande Expédition
La jeunesse de France autour du monde pour les grands enjeux environnementaux.

### Planère 2022-Le SNU
En janvier 2022, Patrice Franceschi  s'est vu confier une nouvelle mission par le ministre de l'Éducation nationale, de la Jeunesse et des Sports, en partenariat avec la Marine Nationale et le soutien du ministère de la Mer. 
Planète 2022 a pour but de mettre en lumière le Service national universel (SNU) en lançant une aventure autour du monde propre à exalter la jeune génération tout en lui permettant de découvrir les grands enjeux environnementaux de la planète.  Aux côtés d'un collège d'experts issus de la Société des explorateurs français, 18 équipes de 4 jeunes accomplissant leur SNU, embarqueront successivement à bord de La Boudeuse, menée par un équipage de la Marine Nationale, pour effectuer un vaste tour du monde qui les emmènera dans 13 lieux emblématiques des défis planétaires de notre temps.